# Robert von Bahr
Carl Robert Lauri von Bahr (født 27. august 1943 i Solna) er en svensk musikproducer og pladeselskabsdirektør.
Robert von Bahr er uddannet sangpædagog ved Kungliga Musikhögskolan i Stockholm. Han har arbejdet som musiktekniker hos Stockholms Filharmoniska Orkester 1968-1973 og som grammofonproducent siden 1970. Han grundlagde i 1973 pladeselskabet BIS, hvor han stadig er direktør (2006).
Han har været gift 1970-1977 med Gunilla von Bahr og i perioden 2002-2010 med Sharon Bezaly. Han er søn af den finske balletdanser Margaretha von Bahr og bror til sangeren Riki Sorsa.